# Canal de Malte
Le canal de Malte (en maltais Il-Kanal ta' Malta, Malta Channel en anglais et canale di Malta en italien) est un détroit de la mer Méditerranée faisant partie du canal de Sicile et séparant l'archipel maltais de la Sicile.

## Localisation
Le détroit se trouvant au sud du territoire italien de la Sicile et au nord de l'île de Malte, il est une frontière entre l'Italie et Malte. Dans sa partie la plus étroite, entre le ras Il-Kbir de l'île de Gozo et la côte de Cava d'Aliga en Sicile, il a une largeur de 81 kilomètres. Sa profondeur maximale est de 171 mètres.
Il délimite la mer de Sicile avec à l'ouest le canal de Sicile.